# Kalpathipuzha

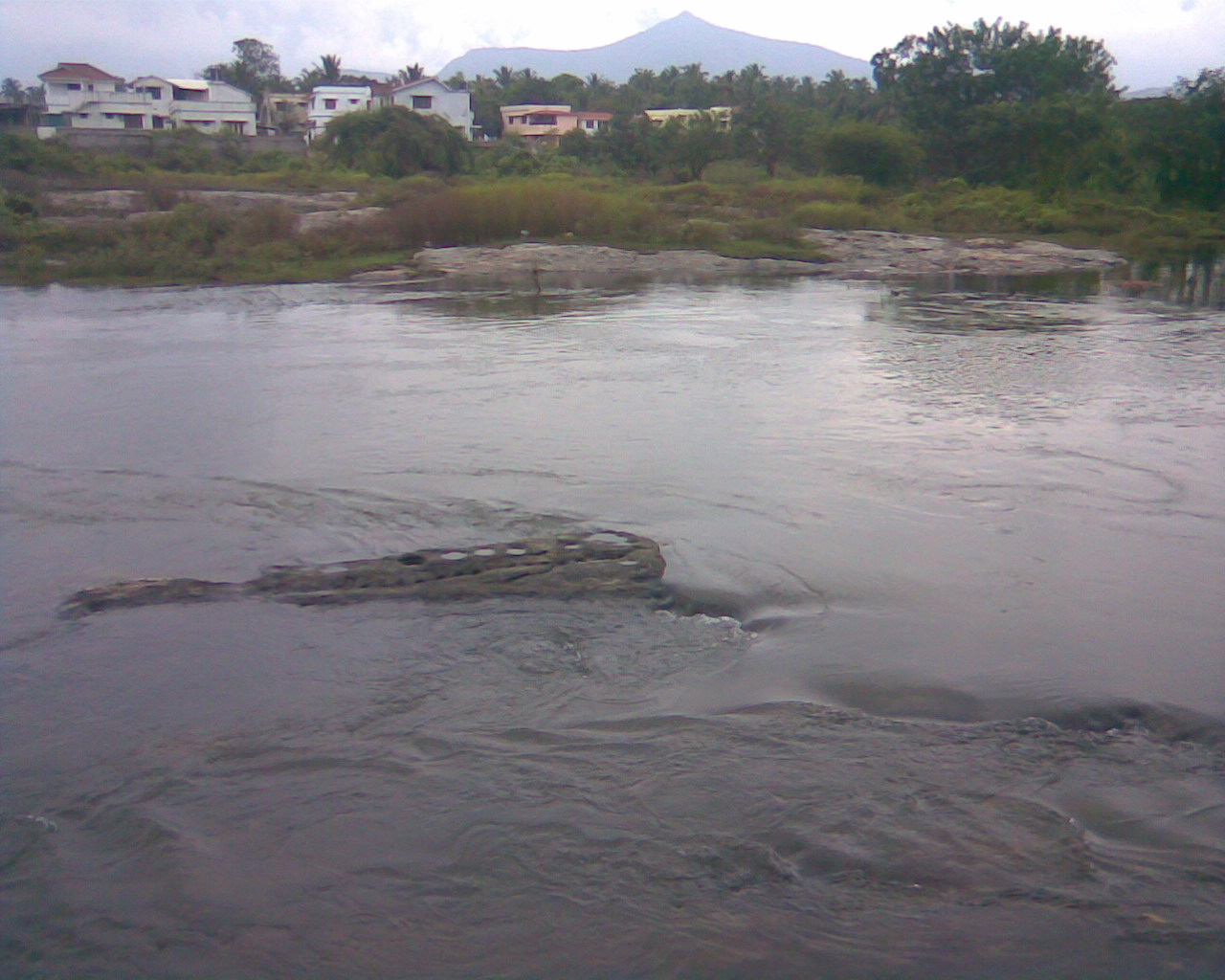
rio Kalpathipuzha

El Kalpathipuzha es un río y uno de los tributarios principales del río Bharathapuzha, el segundo río más largo en el estado de Kerala en el sur de India.

## Otros tributarios del Kalpathipuzha
- Korayar
- Varattar
- Walayar
- Malampuzha